# Schloss Niederrengersdorf

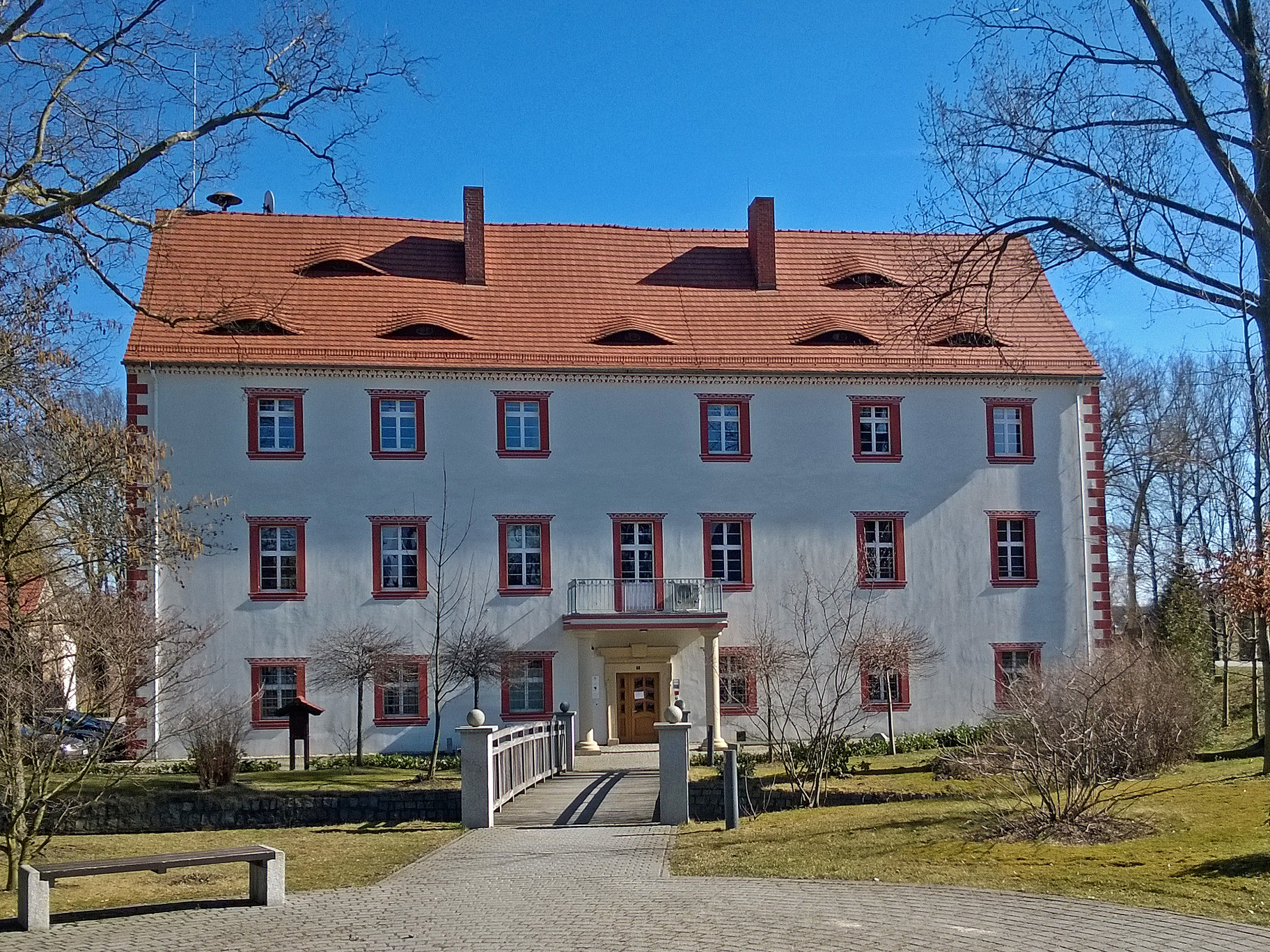
Schloss Niederrengersdorf (2015)

Das Schloss Niederrengersdorf ist ein Schloss in Nieder-Rengersdorf, einem Ort in der Gemeinde Kodersdorf im Landkreis Görlitz in der sächsischen Oberlausitz. Das unter Denkmalschutz stehende Schloss befindet sich im Ortszentrum von Nieder-Rengersdorf an der Bundesstraße 115 und dient heute als Sitz der Gemeindeverwaltung von Kodersdorf.

## Architektur und Geschichte
Bereits im 13. Jahrhundert gab es in Nieder-Rengersdorf einen Rittersitz, der als Wasserburg angelegt war. Das heutige Schloss wurde Mitte des 16. Jahrhunderts im Renaissancestil gebaut und um 1800 aufgestockt sowie zu seinem heutigen Erscheinungsbild umgebaut. Im Jahr 1804 wurde das Schloss Niederrengersdorf von Gottfried Wilhelm Graf von Bressler gekauft. 1834 kam das Gebäude durch eine Versteigerung in den Besitz einer Bietergemeinschaft, die das zugehörige Land zunächst gemeinsam bewirtschafteten. Acht Jahre später wurde das Land gleichmäßig aufgeteilt. Nach mehreren weiteren Besitzerwechseln wurde das Schloss 1881 an Edo von Schlicht verkauft; 1910 wurde es von Dr. Ulrich Ebermann erworben.
Ebermann wurde 1946 im Zuge der Bodenreform in der Sowjetischen Besatzungszone enteignet. Das Schloss Niederrengersdorf befand sich zu dieser Zeit in einem sehr schlechten Zustand. 1948 wurde das Gebäude von der Gemeinde Kodersdorf gekauft und saniert, seitdem befindet sich die Gemeindeverwaltung in dem Schloss. Weitere Räumlichkeiten wurden als Jugendclub, Friseur und Zahnarztpraxis genutzt. Zwischen 1995 und 1999 wurde das Schloss erneut saniert und erhielt seine charakteristische rote Bemalung.
Das Schloss Niederrengersdorf dreigeschossiger Bau zu sieben Achsen mit Satteldach und einem gartenseitig angebauten Flügel. Vor dem Eingang befindet sich ein Balkon, der von zwei toskanischen Säulen getragen wird. Das Dach ist mit mehreren Fledermausgauben versehen. Zum Schloss gehört ein Landschaftspark, der im Osten durch den Weißen Schöps begrenzt wird.